# Енергетика Угорщини
Енергетика Угорщини — виробництво, споживання та імпорт енергії та електроенергії в Угорщині. 
Енергетична політика Угорщини описує політику Угорщини, пов'язану з енергетикою.

## Огляд
| Енергетика Угорщини | Енергетика Угорщини | Енергетика Угорщини | Енергетика Угорщини | Енергетика Угорщини | Енергетика Угорщини | Енергетика Угорщини |
| | На душу населення   | Первинна енергія    | Виробництво         | Імпорт              | Електроенергія      | CO2-викиди          |
| | млн                 | TWh                 | TWh                 | TWh                 | TWh                 | Mt                  |
| --- | ------------------- | ------------------- | ------------------- | ------------------- | ------------------- | ------------------- |
| 2004 | 10.11               | 307                 | 119                 | 186                 | 37.2                | 56.8                |
| 2007 | 10.06               | 311                 | 119                 | 192                 | 40.0                | 53.9                |
| 2008 | 10.04               | 308                 | 122                 | 198                 | 40.0                | 53.0                |
| 2009 | 10.02               | 289                 | 128                 | 173                 | 37.8                | 48.2                |
| 2012 | 9.97                | 290                 | 125                 | 153                 | 38.8                | 47.4                |
| 2012R | 9.92                | 273                 | 123                 | 145                 | 38.9                | 43.6                |
| 2013 | 9.89                | 262                 | 119                 | 140                 | 38.5                | 39.5                |
| Зміна 2004-09 | -0.9 %              | -5.7 %              | 7.4 %               | -7.2 %              | 1.7 %               | -15.3 %             |
| Mtoe = 11.63 TWh. Первинна енергія включає втрати енергії, які становлять 2/3 для атомної енергетики 2012R = Критерії обчислення CO2 змінені, кількість оновлено |                     |                     |                     |                     |                     |                     |

## Атомна енергетика
У 2017 році на АЕС Пакш було запущено чотири діючі ядерні реактори, побудовані між 1982 і 1987 роками. 

## Нафта
MOL Group - це нафтогазова група в Угорщині.

## Газ
Emfesz - розповсюджувач природного газу в Угорщині. Panrusgáz імпортує природний газ з Росії, головним чином працює з Газпром.
Газопровід Арад-Сегед - це природний газопровід від Арада (Румунія) до Сегеда (Угорщина).
Газопроводи Набукко та Південний потік можуть бути побудовані через Угорщину до інших європейських країн. Очікується, що газопровід Набукко щорічно буде постачати 31 млрд. кубометрів газу в трубопроводі протяжністю 3 300 км, побудованому через Угорщину, Туреччину, Румунію, Болгарію та Австрію. Очікується, що газопровід Південний потік буде транспортувати 63 млрд. куб. м газу з півдня Росії до Болгарії Чорним морем. Планується, що труба буде пролягати через Угорщину до центральної та південної Європи. 

## Відновлювальна енергія
Угорщина є членом Європейського Союзу і, таким чином, бере участь у стратегії ЄС щодо збільшення своєї частки відновлюваної енергії. ЄС прийняв Директиву щодо відновлюваної енергетики 2009 року, яка включала 20% цілі відновлювальної енергії до 2020 року для ЄС.  До 2030 року вітер повинен виробляти в середньому 26-35% електроенергії в ЄС і заощадити Європі 56 мільярдів євро на рік уникнути витрат на пальне .
Прогнози національних авторів Угорщини - це 14,7% відновлюваних джерел енергії у валовому споживанні енергії до 2020 року, що перевищує їх 13-відсоткове обов'язкове завдання на 1,7 відсоткових пункту. Угорщина - країна ЄС з найменшим прогнозованим проникненням відновлюваних джерел енергії в 2020 році, а саме лише 11% (включаючи біомасу 6% та енергію вітру 3%). Прогноз включає 400 МВт нової вітроенергетичної потужності між 2010-2020 роками. Прогноз EWEA на 2009 рік очікує, що Угорщина в цей час досягне 1,2 ГВт встановленої потужності вітру.   Наприкінці 2010 року потужність вітроенергії становила 295 МВт. 
| Потенціал вітроенергетики ЄС та Угорщини (MW) | Потенціал вітроенергетики ЄС та Угорщини (MW) | Потенціал вітроенергетики ЄС та Угорщини (MW) | Потенціал вітроенергетики ЄС та Угорщини (MW) | Потенціал вітроенергетики ЄС та Угорщини (MW) | Потенціал вітроенергетики ЄС та Угорщини (MW) | Потенціал вітроенергетики ЄС та Угорщини (MW) | Потенціал вітроенергетики ЄС та Угорщини (MW) | Потенціал вітроенергетики ЄС та Угорщини (MW) | Потенціал вітроенергетики ЄС та Угорщини (MW) | Потенціал вітроенергетики ЄС та Угорщини (MW) | Потенціал вітроенергетики ЄС та Угорщини (MW) | Потенціал вітроенергетики ЄС та Угорщини (MW) | Потенціал вітроенергетики ЄС та Угорщини (MW) | Потенціал вітроенергетики ЄС та Угорщини (MW) | Потенціал вітроенергетики ЄС та Угорщини (MW) | Потенціал вітроенергетики ЄС та Угорщини (MW) |
| №                                             | Країна                                        | 2012                                          | 2011                                          | 2010                                          | 2009                                          | 2008                                          | 2007                                          | 2006                                          | 2005                                          | 2004                                          | 2003                                          | 2002                                          | 2001                                          | 2000                                          | 1999                                          | 1998                                          |
| --------------------------------------------- | --------------------------------------------- | --------------------------------------------- | --------------------------------------------- | --------------------------------------------- | --------------------------------------------- | --------------------------------------------- | --------------------------------------------- | --------------------------------------------- | --------------------------------------------- | --------------------------------------------- | --------------------------------------------- | --------------------------------------------- | --------------------------------------------- | --------------------------------------------- | --------------------------------------------- | --------------------------------------------- |
| -                                             | EU-27                                         | 105,696                                       | 93,957                                        | 84,074                                        | 74,767                                        | 64,712                                        | 56,517                                        | 48,069                                        | 40,511                                        | 34,383                                        | 28,599                                        | 23,159                                        | 17,315                                        | 12,887                                        | 9,678                                         | 6,453                                         |
| 17                                            | Угорщина                                      | 329                                           | 329                                           | 295                                           | 201                                           | 127                                           | 65                                            | 61                                            | 17                                            | 3                                             | 3                                             | 3                                             | 0                                             | 0                                             | 0                                             | 0                                             |

## Глобальне потепління
У 2007 році викиди вуглекислого газу склали 53,9 млн. тонн або близько 5,4 тонн на душу населення, коли середній показник в ЄС-27 становив 7,9 тонн на душу населення .